# Сегодня ночью погибнет город (фильм)
«Сегодня ночью погибнет город» — польский чёрно-белый художественный фильм, снятый режиссёром Яном Рыбковским в 1961 году на киностудии «Rytm». Фильм считается классикой польского военного кино.

## Сюжет
Утро 13 февраля 1945 года. Пётр, польский узник концлагеря, совершает побег из транспорта, вывозящего заключенных, который останавливается в Дрездене. Пётр знает город — здесь до войны он изучал музейное искусство. В Дрездене царит неописуемый хаос, вызванный приближением наступающей Красной Армии. Главный герой идет по знакомому ему адресу, но не получает там помощи.
Не найдя приют, герой бродит по улицам, вглядываясь в людей. Большое впечатление на него производит молодая немка, в сопровождении офицера СС. Девушка просит его о помощи. А вечером начинается бомбардировка Дрездена…

## В ролях
- Беата Тышкевич — Магда,
- Анджей Лапицкий — Пётр,
- Эмиль Каревич — Курт Зумпе,
- Барбара Хоравянка — блондинка в семье Зумпе,
- Барбара Краффтувна — Иза,
- Ядвига Хойнацкая — тётя Польди,
- Зофья Малынич — тётка Магды,
- Калина Ендрусик — проститутка,
- Игнацы Гоголевский — Эрик, офицер СС,
- Уршуля Моджиньска — Зоська,
- Ядвига Курылюк — Вероника Зумпе,
- Данута Водыньская — Кирсте,
- Михал Шевчик — гость в «Астории»,
- Ванда Лучицкая — владелица «Астории»,
- Станислав Мильский — Витторио, цирковой артист,
- Данута Шафлярская — итальянка,
- Здзислав Мрожевский — профессор,
- Эльжбета Кемпиньская — работница в парниках,
- Богдан Баэр — эскортирующий пленников,
- Станислав Лапиньский — немец ищущий стульев,
- Збигнев Юзефович — Чарлс, военнопленный в убежище,
- Леон Немчик — военнопленный в убежище,
- Александер Севрук — охранник и др.

## Фестивали и награды
Фильм-участник II Московского кинофестиваля 1961 года.